# Grand Prix Formule 1 van Hongarije 2009
De Grand Prix Formule 1 van Hongarije 2009 werd verreden op 26 juli op de Hungaroring in Mogyoród nabij Boedapest. Het was de tiende race uit het kampioenschap. Regerend wereldkampioen Lewis Hamilton won de race, de eerste overwinning van het jaar voor hem en zijn team McLaren. De kwalificatieritten op zaterdag werden overschaduwd door een ernstig ongeval. Ferrari-rijder Felipe Massa kreeg tijdens het tweede deel van de kwalificatie een metalen brokstuk van de auto van Barichello tegen de helm en crashte in de bandenmuur. Hij werd met ernstige verwondingen naar het ziekenhuis overgebracht.

## Kwalificatie
| Pos. | Nr. | Coureur              | Constructeur         | Q1       | Q2       | Q3        | Grid |
| ---- | --- | -------------------- | -------------------- | -------- | -------- | --------- | ---- |
| 1    | 7   | Fernando Alonso      | Renault              | 1:21.313 | 1:20.826 | 1:21.569  | 1    |
| 2    | 15  | Sebastian Vettel     | Red Bull-Renault     | 1:21.178 | 1:20.604 | 1:21.607  | 2    |
| 3    | 14  | Mark Webber          | Red Bull-Renault     | 1:20.964 | 1:20.358 | 1:21.741  | 3    |
| 4    | 1   | Lewis Hamilton       | McLaren-Mercedes     | 1:20.842 | 1:20.465 | 1:21.839  | 4    |
| 5    | 16  | Nico Rosberg         | Williams-Toyota      | 1:20.793 | 1:20.862 | 1:21.890  | 5    |
| 6    | 2   | Heikki Kovalainen    | McLaren-Mercedes     | 1:21.659 | 1:20.807 | 1:22.095  | 6    |
| 7    | 4   | Kimi Räikkönen       | Ferrari              | 1:21.500 | 1:20.647 | 1:22.468  | 7    |
| 8    | 22  | Jenson Button        | Brawn-Mercedes       | 1:21.471 | 1:20.707 | 1:22.511  | 8    |
| 9    | 17  | Kazuki Nakajima      | Williams-Toyota      | 1:21.407 | 1:20.570 | 1:22.835  | 9    |
| 10   | 3   | Felipe Massa         | Ferrari              | 1:21.420 | 1:20.823 | Geen tijd |      |
| 11   | 12  | Sébastien Buemi      | Toro Rosso-Ferrari   | 1:21.571 | 1:21.002 |           | 10   |
| 12   | 9   | Jarno Trulli         | Toyota               | 1:21.416 | 1:21.082 |           | 11   |
| 13   | 23  | Rubens Barrichello   | Brawn-Mercedes       | 1:21.558 | 1:21.222 |           | 12   |
| 14   | 10  | Timo Glock           | Toyota               | 1:21.584 | 1:21.242 |           | 13   |
| 15   | 8   | Nelson Piquet jr.    | Renault              | 1:21.278 | 1:21.389 |           | 14   |
| 16   | 6   | Nick Heidfeld        | BMW Sauber           | 1:21.738 |          |           | 15   |
| 17   | 21  | Giancarlo Fisichella | Force India-Mercedes | 1:21.807 |          |           | 16   |
| 18   | 20  | Adrian Sutil         | Force India-Mercedes | 1:21.868 |          |           | 17   |
| 19   | 5   | Robert Kubica        | BMW Sauber           | 1:21.901 |          |           | 18   |
| 20   | 11  | Jaime Alguersuari    | Toro Rosso-Ferrari   | 1:22.359 |          |           | 19   |

- Nummers 11 tot 20 werden allen een plaats naar voor gezet na het uitvallen van Felipe Massa.

## Race
| Pos. | Nr. | Coureur              | Constructeur         | Rondes | Tijd / Oorzaak uitval | Grid | Punten |
| ---- | --- | -------------------- | -------------------- | ------ | --------------------- | ---- | ------ |
| 1    | 1   | Lewis Hamilton       | McLaren-Mercedes     | 70     | 1:38:23.876           | 4    | 10     |
| 2    | 4   | Kimi Räikkönen       | Ferrari              | 70     | +11.529               | 7    | 8      |
| 3    | 14  | Mark Webber          | Red Bull-Renault     | 70     | +16.886               | 3    | 6      |
| 4    | 16  | Nico Rosberg         | Williams-Toyota      | 70     | +26.967               | 5    | 5      |
| 5    | 2   | Heikki Kovalainen    | McLaren-Mercedes     | 70     | +34.392               | 6    | 4      |
| 6    | 10  | Timo Glock           | Toyota               | 70     | +35.237               | 13   | 3      |
| 7    | 22  | Jenson Button        | Brawn-Mercedes       | 70     | +55.088               | 8    | 2      |
| 8    | 9   | Jarno Trulli         | Toyota               | 70     | +1:08.172             | 11   | 1      |
| 9    | 17  | Kazuki Nakajima      | Williams-Toyota      | 70     | +1:08.774             | 9    |        |
| 10   | 23  | Rubens Barrichello   | Brawn-Mercedes       | 70     | +1:09.256             | 12   |        |
| 11   | 6   | Nick Heidfeld        | BMW Sauber           | 70     | +1:10.612             | 15   |        |
| 12   | 8   | Nelson Piquet jr.    | Renault              | 70     | +1:11.512             | 14   |        |
| 13   | 5   | Robert Kubica        | BMW Sauber           | 70     | +1:14.046             | 18   |        |
| 14   | 21  | Giancarlo Fisichella | Force India-Mercedes | 69     | +1 ronde              | 16   |        |
| 15   | 11  | Jaime Alguersuari    | Toro Rosso-Ferrari   | 69     | +1 ronde              | 19   |        |
| 16   | 12  | Sébastien Buemi      | Toro Rosso-Ferrari   | 69     | +1 ronde              | 10   |        |
| DNF  | 15  | Sebastian Vettel     | Red Bull-Renault     | 29     | Ophanging             | 2    |        |
| DNF  | 7   | Fernando Alonso      | Renault              | 15     | Benzinetoevoer        | 1    |        |
| DNF  | 20  | Adrian Sutil         | Force India-Mercedes | 1      | Mechanisch            | 17   |        |
| DNS  | 3   | Felipe Massa         | Ferrari              | 0      | Verwondingen          |      |        |

## Noot
- Dit was het debuut van de Spaanse coureur Jaime Alguersuari.
- Vijftigste Grand Prix-start voor een Poolse coureur.
- Eerste snelste ronde voor Mark Webber.
- Tiende Grand Prix-winst voor Lewis Hamilton.

1936 · 1986 · 1987 · 1988 · 1989 · 1990 · 1991 · 1992 · 1993 · 1994 · 1995 · 1996 · 1997 · 1998 · 1999 · 2000 · 2001 · 2002 · 2003 · 2004 · 2005 · 2006 · 2007 · 2008 · 2009 · 2010 · 2011 · 2012 · 2013 · 2014 · 2015 · 2016 · 2017 · 2018 · 2019 · 2020 · 2021 · 2022 · 2023 · 2024 · 2025 · 2026 · 2027 · 2028 · 2029 · 2030 · 2031 · 2032